# Anochetus pattersoni
}}
Anochetus pattersoni được phát hiện vào ngày 19 tháng 12 năm 2005 bởi S.M.Goodman tại Seychelles và được miêu tả bởi Fisher, B. L. & Smith, M. A. vào năm 2008.